# Indiana Jones' Greatest Adventures
Indiana Jones' Greatest Adventures è un videogioco a piattaforme ispirato alla trilogia cinematografica Indiana Jones e pubblicato per Super Nintendo nel 1994, sviluppato dalla Factor 5 e pubblicato dalla JVC Musical Industries. La storia del videogioco è raccontata attraverso scene intermedie fra i vari livelli di gioco, e testo ed è abbastanza fedele alla trama dei film. La pubblicazione del videogioco coincise con quella di Super Star Wars: Return of the Jedi, anch'esso pubblicato da JVC e LucasArts.
Una conversione per Mega Drive del videogioco fu apparentemente completata e pronta ad essere distribuita fra l'estate e l'autunno del 1995, e fu provata in anteprima da Electronic Gaming Monthly (numero 73 dell'agosto 1995), recensita da GamePro (numero 73 dell'agosto 1995) e nell'edizione tedesca di GAMERS (novembre 1995). Ciò nonostante la conversione di Indiana Jones' Greatest Adventures per Mega Drive alla fine non fu mai pubblicata. Il videogioco fu in seguito ripubblicato per Virtual Console Wii il 16 novembre 2009 e il 23 aprile 2010 per la regione PAL.
Il gameplay di Indiana Jones' Greatest Adventures è simile a quello di Super Star Wars e si divide in ventotto livelli, alcuni dei quali sono a piattaforme ed altri di guida. I primi dodici livelli seguono la trama del film I predatori dell'arca perduta, dal tredicesimo al ventesimo livello Il tempio maledetto ed i restanti livelli L'ultima crociata.